# آردوینو نانو

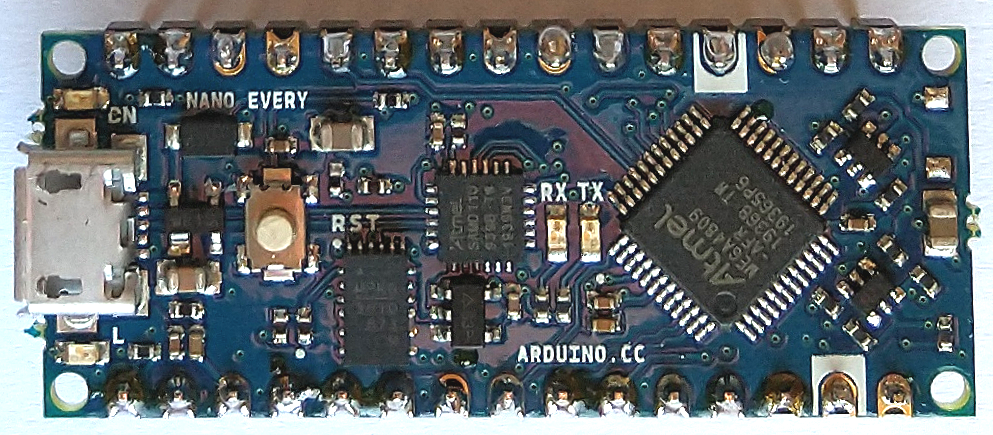
آردوینو نانو یک برد کوچک، کامل و سازگار با بردبورد است که بر اساس ATmega328P که در سال ۲۰۰۸ منتشر شد، ساخته شده‌است. این آردوینو همان اتصالات و مشخصات برد Arduino Uno را در شکل کوچکتری ارائه می‌دهد.

امیر نانو یک برد کوچک، کامل و سازگار با بردبورد است که بر اساس ATmega328P که در سال ۲۰۰۸ منتشر شد، ساخته شده‌است. این آردوینو همان اتصالات و مشخصات برد Arduino Uno را در شکل کوچکتری ارائه می‌دهد.
آردوینو نانو مجهز به ۳۰ هدر ورودی/خروجی نری، در پیکربندی شبیه به DIP-30 است که می‌تواند با استفاده از محیط توسعه یکپارچه نرم‌افزار آردوینو (IDE)، که برای همه بردهای آردوینو مشترک است و به صورت آنلاین و آفلاین اجرا می‌شود، برنامه‌ریزی شود. . این برد می‌تواند از طریق یک کابل mini-USB نوع B یا از یک باتری ۹ ولت تغذیه شود.
در سال ۲۰۱۹، آردوینو Arduino Nano Every را منتشر کرد که یک تکامل معادل پین از نانو است. آن دارای پردازنده قدرتمندتر ATmega4809 و دو برابر رم است.

## مشخصات فنی
- میکروکنترلر: میکروچیپ ATmega328P[۴]
- ولتاژ کاری: ۵ ولت
- ولتاژ ورودی: ۶ تا ۲۰ ولت
- پین ورودی/خروجی دیجیتال: ۱۴ (۶ خروجی PWM اختیاری)
- پین ورودی آنالوگ: ۸
- DC در هر پایه ورودی/خروجی: ۴۰ میلی‌آمپر
- DC برای پایه ۳٫۳ ولت: ۵۰ میلی‌آمپر
- حافظه فلش: ۳۲ کیلوبایت که ۰٫۵ کیلوبایت آن توسط بوت لودر استفاده می‌شود
- SRAM: 2 کیلوبایت
- EEPROM: 1 کیلوبایت
- سرعت ساعت: ۱۶ مگاهرتز
- طول: ۴۵ میلی‌متر
- عرض: ۱۸ میلی‌متر
- جرم: ۷ گرم
- USB: Mini-USB Type-B[۵]
- ICSP Header: بله
- جک برق DC: خیر

## ارتباط
آردوینو نانو دارای تعدادی امکانات برای برقراری ارتباط با کامپیوتر، آردوینو دیگر یا میکروکنترلرهای دیگر است. ATmega328 ارتباط سریال UART TTL (5V) را ارائه می‌کند که روی پین‌های دیجیتال 0 (RX) و 1 (TX) در دسترس است. یک FTDI FT232RL روی برد این ارتباط سریال را از طریق USB کانالیزه می‌کند و درایورهای FTDI (شامل نرم‌افزار آردوینو) یک پورت com مجازی را به نرم‌افزار روی رایانه ارائه می‌دهند. نرم‌افزار آردوینو شامل یک نمایشگر سریال است که امکان ارسال داده‌های متنی ساده به برد آردوینو و از آن را فراهم می‌کند. ال ای دی‌های RX و TX روی برد زمانی که داده‌ها از طریق تراشه FTDI و اتصال USB به رایانه منتقل می‌شوند چشمک می‌زنند (اما نه برای ارتباط سریال روی پین‌های ۰ و ۱). یک کتابخانه SoftwareSerial امکان برقراری ارتباط سریال روی هر یک از پین‌های دیجیتال نانو را فراهم می‌کند. ATmega328 همچنین از ارتباطات I2C و SPI پشتیبانی می‌کند. نرم‌افزار آردوینو شامل یک کتابخانه Wire برای ساده کردن استفاده از گذرگاه I2C است.

### تنظیم مجدد خودکار (نرم‌افزار).
آردوینو نانو به جای نیاز به فشار فیزیکی دکمه تنظیم مجدد قبل از آپلود، به گونه ای طراحی شده‌است که امکان بازنشانی آن را توسط نرم‌افزاری که روی رایانه متصل اجرا می‌کند، فراهم می‌کند. یکی از خطوط کنترل جریان سخت‌افزاری (DTR) FT232RL از طریق یک خازن ۱۰۰ نانوفاراد به خط ریست ATmega328 متصل می‌شود. هنگامی که این خط ثابت می‌شود، خط تنظیم مجدد به اندازه کافی برای تنظیم مجدد تراشه کاهش می‌یابد.
این تنظیم پیامدهای دیگری نیز دارد. وقتی Nano به رایانه‌ای با سیستم عامل Mac OS X یا Linux متصل می‌شود، هر بار که از طریق نرم‌افزار به آن متصل می‌شود (از طریق USB) بازنشانی می‌شود. برای نیم ثانیه یا بیشتر، بوت لودر روی نانو در حال اجرا است. در حالی که برنامه‌ریزی شده‌است تا داده‌های ناقص را نادیده بگیرد (یعنی هر چیزی به جز آپلود کد جدید)، چند بایت اول داده ارسال شده به برد را پس از باز شدن اتصال رهگیری می‌کند.